# 少紋雙線䲁
少紋雙線䲁（學名：Enneapterygius paucifasciatus），為輻鰭魚綱䲁形目三鰭䲁科雙線䲁屬的一個種，由Ronald Fricke於1994年所描述，分布於中西太平洋新喀里多尼亞海域，深度2至4公尺，本魚體型小呈圓柱狀，眼眶上具有觸鬚，頸背無觸鬚，雄魚體白色，帶有黑色小點，鰓蓋區域顏色變暗，身體上有深紅棕色的粗糙網狀圖案，胸鰭基部有寬闊的深紅褐色橫帶，臀鰭與前2個背鰭顏色暗淡，鰭條呈淺紅色，背鰭3個，第一背鰭比第二背鰭短25%，背鰭硬棘16枚、背鰭軟條8-9枚、臀鰭硬棘1枚、臀鰭軟條20枚，體長可達3.3公分，棲息在珊瑚礁，雌魚產附著性卵在藻類築的巢，雄魚會守護卵，幼魚為浮游性，生活習性不明。